# Гаал
Кристиан Ейвинд Еспедал (на норвежки: Kristian Eivind Espedal), по-известен с псевдонима си Гаал (на норвежки: Gaahl), е норвежки певец и художник. Той е най-известен като бивш фронтмен на норвежката блек метъл група Горгорот.

## Биография
Гаал е роден през 1975 г. в Сунфьорд, област в окръг Согн ог Фьордан, Норвегия. Младостта си прекарва, живеейки в рядко населената долина Еспедал в община Фялер. Гаал и семейството му все още имат домове в долината, въпреки че сега прекарва голяма част от времето си в Берген.

## Кариера
Гаал започва да се занимава с блек метъл през 1993 г., когато създава групата Трелдом заедно с китариста Тиранин и басиста Такехайм.
Гаал се присъединява към Горгорот през 1998 г. и за първи път се чува в четвъртия им албум Destroyer, макар че пее само в заглавната песен. Дебютът му на живо е през май същата година, когато Горгорот изнасят пет концерта в Германия заедно с Крейдъл ъф Филт.
Първият албум на Горгорот, в който Гаал е главен вокалист, е Incipit Satan, записан през юли-октомври 1999 г. 
През февруари 2004 г. Горгорот изнасят концерт в Краков, Полша, на който се появяват набити на кол овчи глави, сатанински символи и имитация на разпъване на кръст, извършена от голи модели, обляни в кръв.  Проведено е полицейско разследване с обвинения в религиозни престъпления и жестокост към животни. Въпреки че тези обвинения бяха разгледани, на групата не бяха повдигнати обвинения. Споровете доведоха до отпадането на групата от турнето на Нюклиър Бласт и до конфискуването на кадри от концерта от полицията.
През май 2004 г. Гаал отново е осъден на лишаване от свобода за нападение при утежняващи вината обстоятелства. Той обжалва за намаляване на присъдата и през февруари 2005 г. е осъден отново на четиринадесет месеца затвор и му е наредено да плати на жертвата обезщетение в размер на 190 000 норвежки крони. Инцидентът е станал през февруари 2002 г. по време на нощно парти в дома на Гаал в Еспедал, когато той влиза в конфликт с мъж. Гаал е обвинен, че е нанесъл жесток побой на мъжа, измъчвал го е продължително време, събирал е кръвта му в чаша и го е заплашвал, че ще я изпие. 
През март 2006 г. Гаал записва вокали за следващия албум на Горгорот, Ad Majorem Sathanas Gloriam. Според членовете на групата той е бил в затвора от април до декември 2006 г. През октомври 2007 г. Гаал и Крал на Ада се опитват да отстранят основателя на групата Инфернус от Горгорот. Това поставя началото на спора за името Горгорот.
Освен с музикална кариера, Гаал се занимава и с живопис. Той прави изложба на свои картини в галерия "Фялар" в родния си град Берген.

## Личен живот и възгледи
Гаал е открит гей. Той е художник и някои от картините му са изложени в изложба. Той е "против наркотиците и манталитета на наркоманите". Гаал е практикуващ скандинавски шаманизъм и често може да бъде видян да носи медальон Мьолнир.
Гаал е силен противник на християнството. Често е приеман за сатанист, но не желае да му се слага такъв етикет. В интервю от 1995 г. той заявява: "Аз съм моят собствен Бог, както съм и моят собствен Сатана. Така че не съм сатанист, ако се съди по тези термини." Той шеговито добавя: "Може би бихте могли да го наречете гаализъм".
На въпроса дали е бил повлиян от Фридрих Ницше в убежденията си и в използването на терминологията "свръхчовек", Гаал отговаря: "За мен той не означава нищо и нямам много общи неща с него. Лично аз се фокусирам върху себе си, върху собствените си мисли."
Гаал се противопоставя на Църква на Сатаната, описвайки я като група от "слаби хора, които се струпват като плъхове и се страхуват да останат сами", и добавя: "Антон Сандор Ла Вей и неговите последователи са невероятно смешни. Всичко това е толкова детинско. Няма да си губя дъха да ги обсъждам".
В интервю от 2013 г. Гаал говори за свобода на словото: "Това е единственият начин да се развиваш. Ако отказваме на някого да изрази мнение, не можем да се развиваме [...] Хората обаче трябва да могат да се изправят и пред последиците от това да казват мнението си. [...] Какъв човек си, ако не позволяваш на хората да говорят срещу теб?"

## Дискография
| Година | Албуми                           | Банда         |
| ------ | -------------------------------- | ------------- |
| 1994   | Disappearing of the Burning Moon | Трелдом       |
| 1995   | Til Evighet                      | Трелдом       |
| 1998   | Til et Annet                     | Трелдом       |
| 1998   | Destroyer                        | Горгорот      |
| 2000   | Erotic Funeral                   | Гаалскаг      |
| 2000   | Incipit Satan                    | Горгорот      |
| 2003   | Twilight of the Idols            | Горгорот      |
| 2006   | Ad Majorem Sathanas Gloriam      | Горгорот      |
| 2007   | Til Minne                        | Трелдом       |
| 2008   | Black Mass Krakow 2004           | Горгорот      |
| 2009   | Runaljóð - gap var Ginnunga      | Вардруна      |
| 2012   | I Begin                          | Год Сед       |
| 2013   | Runaljóð - Yggdrasil             | Вардруна      |
| 2017   | Bergen Nov '15                   | Гаахълс Уайрд |
| 2019   | GastiR - Ghosts Invited          | Гаахълс Уайрд |